# Eleição municipal de Anápolis em 1996
A eleição municipal de Anápolis em 1996 ocorreu em 3 de outubro do mesmo ano, para a eleição de um prefeito, um vice-prefeito e mais 21 vereadores. O prefeito era Wolney Araújo (PPB). Ademar Santillo (PSD) foi eleito prefeito de Anápolis em turno único, derrotando o candidato apoiado pelo prefeito Wolney Araújo Pedro Canedo (PL), governando a cidade pelo período de 1º de janeiro de 1997 a 31 de dezembro de 2000.

## Candidatos
|  | Nº | Candidato(a) a prefeito | Candidato(a) a prefeito                            | Candidato(a) a vice-prefeito | Candidato(a) a vice-prefeito | Coligação |
|  | -- | ----------------------- | -------------------------------------------------- | ---------------------------- | ---------------------------- | --- |
|  | 41 |                         | Ademar Santillo (PSD) Adhemar Santillo             |                              | n/d* (PSD)                   | (Nome desconhecido) - Partido Social Democrático (PSD) - Partido do Movimento Democrático Brasileiro (PMDB) - Partido da Frente Liberal (PFL) - Partido Social Trabalhista (PST) - Partido Social Liberal (PSL) - Partido Verde (PV) - Partido da Reconstrução Nacional (PRN) |
|  | 45 |                         | Henrique Santillo (PSDB) Henrique Antônio Santillo |                              | n/d (PSDB)                   | (Nome desconhecido) - Partido da Social Democracia Brasileira (PSDB) - Partido Trabalhista Brasileiro (PTB) - Partido Social Cristão (PSC) - Partido Social Democrata Cristão (PSDC)                                                                                          |
|  | 13 |                         | José Lopes (PT) José Lopes                         |                              | n/d (PT)                     | (Nome desconhecido) - Partido dos Trabalhadores (PT) - Partido Socialista Brasileiro (PSB) - Partido Democrático Trabalhista (PDT) - Partido Comunista do Brasil (PCdoB) - Partido Comunista Brasileiro (PCB)                                                                 |
|  | 22 |                         | Pedro Canedo (PL) Pedro Chaves Canedo              |                              | n/d (PL)                     | (Nome desconhecido) - Partido Liberal (PL) - Partido Progressista Brasileiro (PPB) - Partido Popular Socialista (PPS) |

- não disponível

## Resultado da eleição
| Turno único 3 de outubro de 1996 | Turno único 3 de outubro de 1996 | Turno único 3 de outubro de 1996 | Turno único 3 de outubro de 1996 |
| Candidato(a)                     | Vice                             | Votação                          | Votação                          |
| Candidato(a)                     | Vice                             | Total                            | Porcentagem                      |
| -------------------------------- | -------------------------------- | -------------------------------- | -------------------------------- |
| Ademar Santillo (PSD)            | n/d (PSD)                        | 44.902                           | 37,86%                           |
| Pedro Canedo (PL)                | n/d (PL)                         | 33.933                           | 28,61%                           |
| José Lopes (PT)                  | n/d (PT)                         | 23.377                           | 19,71%                           |
| Henrique Santillo (PSDB)         | n/d (PSDB)                       | 16.390                           | 13,82%                           |
| Total de votos válidos           | Total de votos válidos           | 118.602                          | 100,00%                          |
| Votos apurados                   |                                  |                                  |                                  |
| Votos válidos                    | Votos válidos                    | 118.602                          | 93,33%                           |
| Votos em branco                  | Votos em branco                  | 1.713                            | 1,35%                            |
| Votos nulos                      | Votos nulos                      | 6.755                            | 5,32%                            |
| Total de votos apurados          | Total de votos apurados          | 127.070                          | 100,00%                          |
| Eleitores                        |                                  |                                  |                                  |
| Comparecimento                   | Comparecimento                   | 127.070                          | 81,01%                           |
| Abstenções                       | Abstenções                       | 29.787                           | 18,99%                           |
| Total de eleitores               | Total de eleitores               | 156.857                          | 100,00%                          |

| Partido | Partido | Candidato         | Votos   | Votos (%) |
| ------- | ------- | ----------------- | ------- | --------- |
|         | PSD     | Ademar Santillo   | 44 902  | 37,86%    |
|         | PL      | Pedro Canedo      | 33 933  | 28,61%    |
|         | PT      | José Lopes        | 23 377  | 19,71%    |
|         | PSDB    | Henrique Santillo | 16 390  | 13,82%    |
| Totais  | Totais  | Totais            | 118 602 |           |